# 西田利貞
西田 利貞（にしだ としさだ、1941年〈昭和16年〉3月3日 - 2011年〈平成23年〉6月7日）は、日本の霊長類学者。京都大学名誉教授。日本モンキーセンター所長を務めた。

## 人物
京都府出身。
霊長類研究の第一人者として知られ、主にチンパンジー研究に携わった。ホミニゼーション（ヒト化）に関する著作もある。
伊谷純一郎に師事し、当初はニホンザルのオスと群れの関係を調査した。この研究によって、野生下においては、ニホンザルのオスは成長すると出自の群れから離れることが一般的であり、非出自群に受け入れられること、そして何年かの滞在後その群れから離れるというライフヒストリーを描くことが明らかになった。
1965年からタンザニアのマハレ山塊で野生チンパンジーの調査に着手し、1966年に餌付けに成功した。以後世界的にチンパンジー研究の発展に貢献している。理学博士（京都大学、1969年）。川中健二とともに、従来母子関係しか把握されていなかったチンパンジーに群れの輪郭があること、そして雌が群間を移籍することなどを明らかにした。
また、海外のチンパンジー研究者とよく交流し、相互に調査地を訪問することで地域間比較のための地盤をつくり、現在の霊長類の文化研究の基盤を作った。
2011年6月7日、直腸癌により死去。70歳没。

## 略歴

### 学歴
- 1963年3月：京都大学理学部動物学科卒業
- 1969年5月：京都大学大学院理学研究科動物学専攻博士課程修了　京都大学 理学博士　「The social group of wild chimpanzees in the Mahali Mountains(野生チンパンジーの社会構造 : マハリ山塊における) 」

### 職歴
- 1969年12月：東京大学理学部助手（人類学教室）
- 1974年10月：東京大学理学部講師（人類学教室）
- 1981年8月：東京大学理学部助教授（人類学教室）
- 1988年4月：京都大学理学部動物学科教授（人類進化論講座）
- 1995年4月：京都大学大学院理学研究科教授（生物科学専攻　人類学講座）
- 2004年3月：京都大学退職
- 2004年4月：京都大学名誉教授　日本モンキーセンター所長
- 2011年6月：死去

#### 学外における役職
- 日本人類学会評議員（1975-）
- 日本動物行動学会運営委員（1983-86）
- 日本アフリカ学会理事（1984-）
- 生態人類学会理事(1995-96)
- 国際霊長類学会会長（1996-2000）
- 日本霊長類学会会長（2001-）

## 受賞歴・栄典
- 1990年：ジェーン・グドール 賞
- 1995年：大同生命地域研究奨励賞
- 2007年：日本人類学会功労賞
- 2008年3月：日本人で初めてリーキー賞および国際霊長類学会の生涯功労賞を受賞[1]
- 2010年：中日文化賞
- 2011年：瑞宝中綬章

## 著作
- 『精霊の子供たち　チンパンジーの社会構造を探る』筑摩書房、1973
- 『野生チンパンジー観察記』中公新書、1981
- 『チンパンジーおもしろ観察記』紀伊国屋書店、1994
- 『人間性はどこから来たか　サル学からのアプローチ』京都大学学術出版会、1999
- 『動物の"食"に学ぶ』女子栄養大学出版会､2001
- 『チンパンジーの社会』東方出版、2008
- 『新・動物の「食」に学ぶ』 京都大学学術出版会 2008.8
- 『Chimpanzees of the Lakeshore: Natural History and Culture at Mahale.』Cambridge University Press 2012

### 共編著
- 『タンガニイカ湖畔　自然と人』伊谷純一郎 ・掛谷誠共著、筑摩書房、1973
- 『人類の生態』（生態学講座）大塚柳太郎 ・田中二郎共著、共立出版、1974
- The Chimpanzees of the Mahale Mountains、東京大学出版会、1990、編著
- 『サルの文化誌』平凡社、1991、共編著
- Topics in Primatology 1. Human Origins、東京大学出版会、1992、共編著
- Great Ape Societies、ケンブリッジ大学出版局、1996、共編著
- 『霊長類学を学ぶ人のために』上原重男共編、世界思想社、1999
- 『ホミニゼーション』京都大学学術出版会、2001、編著
- 『マハレのチンパンジー　<パンスロポロジー>の三七年』上原重男・川中健二共編著、京都大学学術出版会、2002
- 『新しい教養のすすめ―生物学』佐藤矩行共編　昭和堂、2003
- Chimpanzee Behavior in the Wild: An Audio-Visual Encyclopedia. Zamma K, Matsusaka T, Inaba A, McGrew WC 共著、シュプリンガー、2010

### 翻訳
- カーシ JD, エブリング FJ編 1971 『攻撃性の自然史』香原志勢 ・鈴木正男 ・田中二郎共訳 ペリカン社 1971
- 動物とヒトの行動 本能と知恵 バーネット 伊谷純一郎・秋鹿祐輔共訳 みすず書房 1971
- 政治をするサル チンパンジーの権力と性 フランス・ドゥ・ヴァール どうぶつ社 1984.10　のち平凡社ライブラリー
- 仲直り戦術 霊長類は平和な暮らしをどのように実現しているか フランス・ドゥ・ヴァール 榎本知郎共訳 どうぶつ社 1993.2
- 利己的なサル、他人を思いやるサル モラルはなぜ生まれたのか フランス・ドゥ・ヴァール 藤井留美共訳 草思社 1998.1
- サルとすし職人 <文化>と動物の行動学 フランス・ドゥ・ヴァール 藤井留美共訳 原書房 2002.12

## 論文
- 国立情報学研究所収録論文 国立情報学研究所